# Minji (sockenhuvudort i Kina, Hubei Sheng, lat 30,84, long 114,13)
Minji är en sockenhuvudort i Kina. Den ligger i provinsen Hubei, i den centrala delen av landet, omkring 32 kilometer nordväst om provinshuvudstaden Wuhan. Antalet invånare är 22 201. Befolkningen består av 10 569 kvinnor och 11 632 män. Barn under 15 år utgör 12,0 %, vuxna 15-64 år 77 %, och äldre över 65 år 9,0 %.
Runt Minji är det mycket tätbefolkat, med 1 095 invånare per kvadratkilometer. Närmaste större samhälle är Hengdian, 15,9 km öster om Minji. Trakten runt Minji består till största delen av jordbruksmark.
Genomsnittlig årsnederbörd är 1 631 millimeter. Den regnigaste månaden är juli, med i genomsnitt 255 mm nederbörd, och den torraste är december, med 20 mm nederbörd.